# Whidbey-Island-Klasse
Die Whidbey-Island-Klasse ist eine Klasse von Docklandungsschiffen der United States Navy. Die acht Einheiten der Klasse wurden seit 1981 gebaut und dienen der amphibischen Kriegsführung. Sie wurden geplant, um die parallel entwickelten Luftkissen-Landungsboote vom Typ Landing Craft Air Cushioned (LCAC) zu transportieren. Mit einer Kapazität von vier LCACs können sie mehr Boote dieses Typs aufnehmen als sämtliche anderen Schiffe der US Navy.
Neben dem Transport von Soldaten und Fracht für Landungsunternehmen können die Schiffe auch für die Unterstützung humanitärer Missionen eingesetzt werden.

## Geschichte

### Planung und Bau
Die Whidbey-Island-Klasse wurde in den 1970er Jahren geplant, um die neuen Landing Craft Air Cushioned aufzunehmen. Das Design sollte von der vorhergehenden Anchorage-Klasse abgeleitet werden, auf Grund von Spezifikationsänderungen konnte diese kostensparende Maßnahme letztlich nicht durchgeführt werden, so dass eine komplette Neuplanung durchgeführt werden musste. Obwohl der Kongress der Vereinigten Staaten den Bau der Klasse unterstützte, verzögerte die Regierung unter Jimmy Carter diesen immer wieder, stellte zwischenzeitlich gar das ganze Konzept der Landungsboote auf den Prüfstand. Grund hierfür war die schlechte Haushaltslage der Vereinigten Staaten in der Zeit der Stagflation und der galoppierenden Inflation. Erst unter Ronald Reagan wurde der Bau schließlich genehmigt. Die Regierung trieb den Bau energisch voran, da die zu ersetzenden Docklandungsschiffe am Ende ihrer Dienstzeit angekommen waren. Außerdem hatte Reagans Marineminister John F. Lehman das Programm der Marine der 600 Schiffe ausgerufen, von dem die Klasse profitierte.
Bereits Anfang Februar 1981, kurz nach der Regierungsübernahme  Reagans, wurde die erste Einheit der Klasse in Auftrag gegeben, innerhalb von viereinhalb Jahren waren sämtliche acht geplanten Einheiten bestellt. Die Indienststellung der ersten Einheit fand 1985 statt. Alle Einheiten waren bis 1992 in Dienst. Bauwerft für die ersten drei Einheiten war die Lockheed Shipbuilding and Construction Company in Seattle, die aber 1987 geschlossen wurde. Die restlichen fünf Einheiten wurden daher bei Avondale Shipyard in New Orleans gefertigt. Die Kosten für die Lockheed-Einheiten lagen, inklusive Planung, im Schnitt bei rund 300 Millionen, die Baukosten der restlichen fünf um 150 Millionen US-Dollar.
Benannt wurden die Schiffe, der Tradition für die Benennung solcher Schiffstypen entsprechend, nach historischen Stätten der frühen Vereinigten Staaten, darunter die Insel Whidbey Island im Puget Sound, die Villa Gunston Hall des Gründungsvaters George Mason, die Inselgruppe Dry Tortugas in den Florida Keys und das Mount Rushmore National Memorial.

### Dienstzeit
Im Dienst ersetzten die Einheiten der Klasse die älteren Docklandungsschiffe der Thomaston-Klasse, die zwischen 1954 und 1957 in Dienst gingen und dringend ersetzt werden mussten. Außerdem wurden hierfür vier Einheiten der Harpers-Ferry-Klasse geplant und gebaut. Diese besitzen den gleichen Rumpf wie die Whidbey-Island-Klasse, haben aber zur Aufnahme von mehr Frachtstücken ein verkleinertes Welldeck.
Die Einheiten der Klasse sollen ab 2024 außer Dienst gestellt werden, damit geht die Navy von einer Lebensdauer von rund 40 Jahren pro Einheit aus. Um diese Dienstzeit erreichen zu können, hat die Navy ab 2008 begonnen, alle Schiffe einer Halbzeitmodernisierung zu unterziehen. Ersetzt werden sollen die Schiffe der Whidbey-Island- und Harpers-Ferry-Klasse durch eine neue Klasse, die sich derzeit in Planung befindet. Der Projektname lautet LSD(X), ab 2020 soll die Beschaffung von 12 Einheiten des Ersatzes starten und die alten Docklandungsschiffe dann 1:1 ersetzen.
Laut einem von der Navy nicht bestätigten Bericht der Jane’s Information Group sollen drei Schiffe der Klasse bereits in den Haushaltsjahren 2013 und 2014 außer Dienst gestellt werden. Hintergrund der Pläne sind Budgetkürzungen.

### Einsätze
Die vor 1990 fertiggestellten Einheiten wurden im Zweiten Golfkrieg eingesetzt. Auch in den Kriegen in Afghanistan und im Irak wurden die Schiffe verwendet. Neben der Durchführung amphibischer Landungsoperationen wurden die Docklandungsschiffe bei humanitären Einsätzen nach dem Hurrikan Katrina und dem Seebeben im Indischen Ozean 2004, eingesetzt. 2005 war die Tortuga vor New Orleans im Einsatz. Mittels der LCAC und per Helikopter konnten große Mengen Hilfsgüter an Land gebracht werden, kleinere Boote des Schiffes konnten durch die überfluteten Straßen fahren, um der Bevölkerung direkt zu helfen. Für obdachlos gewordene Einwohner diente das Schiff zwischenzeitlich als „schwimmendes Hotel“. Ähnlich agierten die Einheiten Fort McHenry und Rushmore nach dem Tsunami in Südostasien 2004.
2008 waren je vier Einheiten im Pazifik und im Atlantik stationiert. Heimathäfen sind im Pazifik die San Diego Naval Base für drei und Sasebo in Japan für eine Einheit, im Atlantik die Naval Amphibious Base Little Creek.

## Technik

### Rumpf

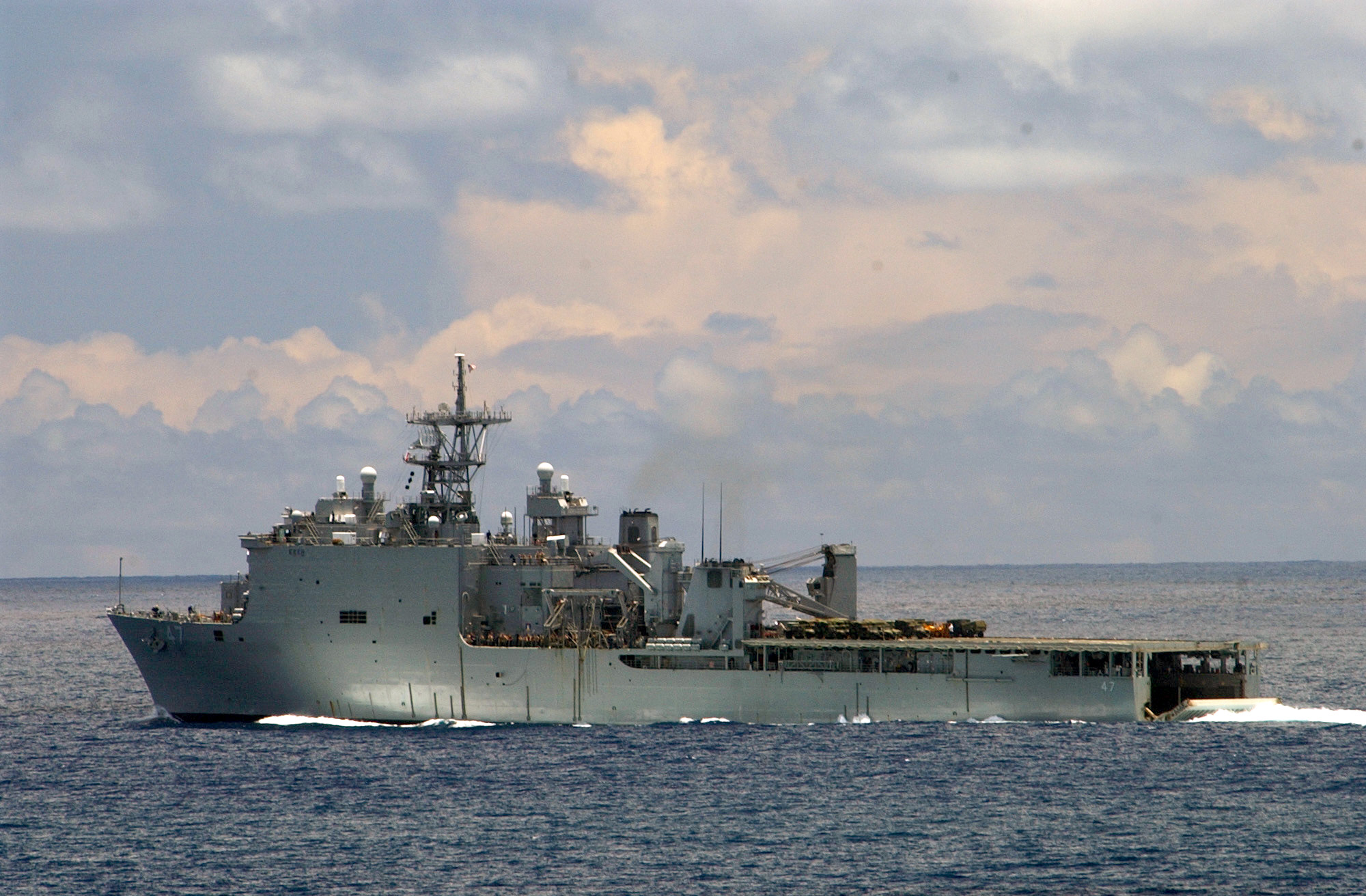
Die Rushmore mit geöffnetem Welldeck und gefluteten Ballasttanks

Die Schiffe der Whidbey-Island-Klasse sind 185,6 Meter lang (über alles, Konstruktionswasslinie 176,8 Meter) und 25,6 Meter breit. Der Tiefgang beträgt rund 6,4 Meter. Voll beladen verdrängen die Schiffe rund 16.000 ts. Sowohl Rumpf als auch Aufbauten sind aus Stahl gefertigt. Das damit verbundene höhere Gewicht wurde in Kauf genommen, da Stahl bei dem Ausbrechen eines Feuers weit beständiger ist als etwa Leichtmetalle wie das früher häufig verwendete Aluminium.
Die Aufbauten nehmen mit dem Deckshaus etwa das vordere Drittel des Decks ein, dahinter folgt ein Bereich mit einem 60- und einem 20-Tonnen-Kran zum Beladen des Welldecks und eines Decksbereichs neben der Öffnung, auf dem Verkehrsboote gelagert werden. Daran schließt sich ein Landedeck für Helikopter an.
Von den 176 Metern Rumpflänge werden intern 134 Meter vom Welldeck eingenommen. Es ist 15 Meter breit und mit einer Fläche von über 2000 m² das größte aller Schiffe der United States Navy. Vor dem Welldeck existieren noch 149 m³ für die Lagerung von Paletten und 1214 m² Parkfläche für Fahrzeuge. Der Unterdecks-Laderaum wird mittels der beiden Kräne von der Kaimauer beladen, alternativ kann Fracht auch über das Welldeck eingeschifft werden. Das Welldeck wird durch ein am Heck gelegenes Tor zur See hin geöffnet. Zum Ein- und Ausfahren der Amphibienfahrzeuge kann es achtern auf eine Tiefe von rund drei Metern geflutet werden, am Bug noch auf rund 1,8 Meter. Hierfür nimmt das Schiff über 12.000 Tonnen Seewasser auf, so dass die maximale Verdrängung auf bis zu 28.000 Tonnen ansteigt. Außerdem kann durch eine Barriere ein beliebig langer Teil des Welldecks Richtung Bug trocken gehalten werden, während achtern geflutet wird.
Jedes Schiff der Klasse kann neben der regulären Besatzung von 22 Offizieren und 391 Mannschaften auch je nach Missionstyp bis zu 504 Marines (regulär 402 Soldaten und nach Bedarf bis zu 102 zusätzliche Marines) beherbergen. Neben der Kapazitäten zur Erfüllung ihrer Hauptaufgabe, die im Transport und der Versorgung der Truppen und des Materials für Landungsoperationen besteht, besitzen die Schiffe Lazaretteinrichtungen zur medizinischen (auch zahnärztlichen) Versorgung. Im Welldeck können amphibische Fahrzeuge nicht nur transportiert, sondern auch repariert werden.

### Eingeschiffte Landungs- und Luftfahrzeuge

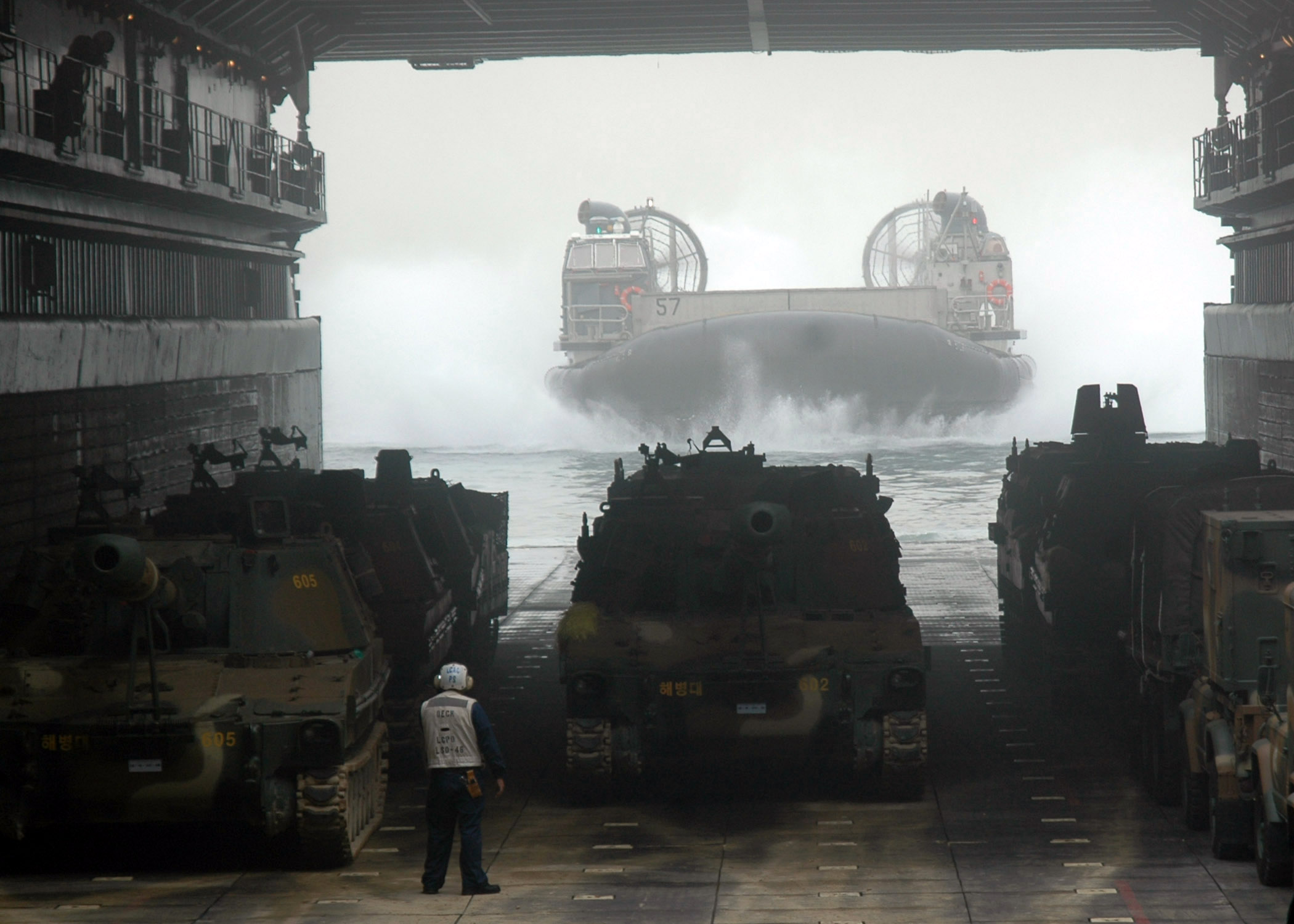
Per LCAC werden Fahrzeuge der koreanischen Streitkräfte von der Tortuga entladen

Die Whidbey-Island-Klasse ist die erste Schiffsklasse der US Navy, die für den Transport des parallel entwickelten LCAC (ein Luftkissenfahrzeug für Landungsoperationen) ausgelegt ist. Auf seinem großen Welldeck kann jedes Schiff vier LCACs tragen, mehr als jedes andere Schiff der Navy. Alternativ können drei LCUs, zehn LCM-8, 21 LCM-6 oder bis zu 64 AAV7 geladen werden. Es ist möglich, auf der Parkfläche vor dem Welldeck noch ein fünftes LCAC zu parken.
Ein Hangar existiert auf den Schiffen dieser Klasse, wie üblicherweise auf Docklandungsschiffen, nicht. Auf dem Landedeck können, soweit es nicht mit Fracht oder Fahrzeugen belegt ist, gleichzeitig zwei Helikopter beliebiger verwendeter Typen operieren. Eine dauerhafte Stationierung ist, aufgrund des Fehlens des Hangars und damit einer Möglichkeit zur geschützten Unterstellung, jedoch nicht vorgesehen. Zum Auftanken von Helikoptern führen die Schiffe 90 Tonnen Kerosin des Typs JP-5 mit.

### Antrieb
Der Antrieb der Schiffe besteht aus vier 16-Zylinder-Dieselmotoren der Colt Industries. Diese wirken auf zwei Wellen mit je einem Propeller. Verwendung finden fünfblättrige Verstellpropeller. Die Leistung des Antriebssystems beträgt 30.000 Wellen-PS. Energie für die Bordsysteme wird von vier Dieselgeneratoren erzeugt, hergestellt von Fairbanks, Morse and Company. Jeder Generator besitzt eine Leistung von 1,3 Megawatt.
Die Geschwindigkeit wird von der US Navy offiziell mit 20+ Knoten angegeben. Die Reichweite bei einer Marschgeschwindigkeit von 20 Knoten liegt, ohne zu bunkern, bei 8000 Seemeilen.

### Bewaffnung

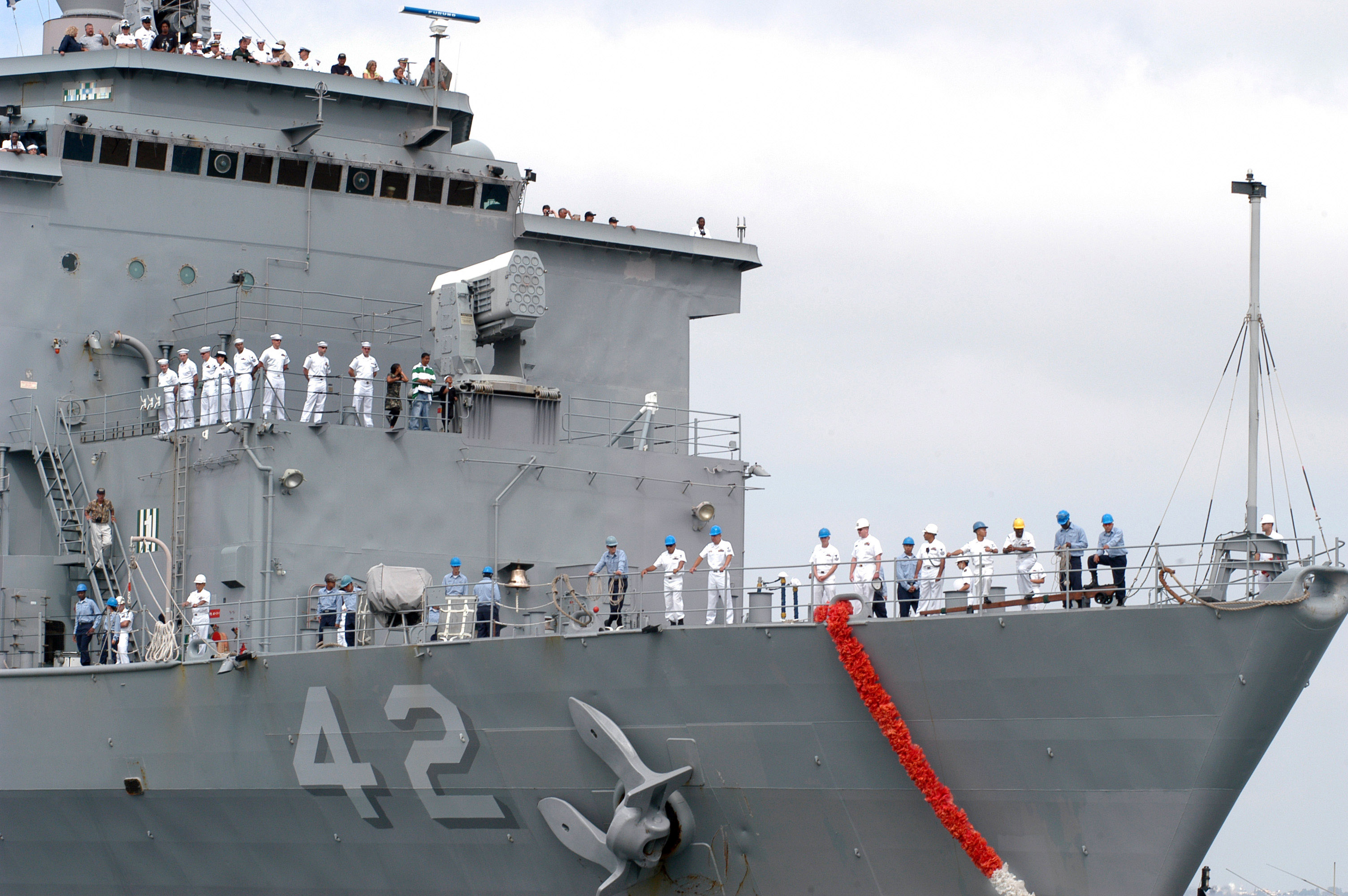
Der RAM-Starter auf dem Vorschiff der Germantown

Die Bewaffnung ist ausschließlich defensiv angelegt. Sie besteht aus zwei Close-in-Weapon-Systems des Typs Phalanx CIWS und zwei Startern für jeweils 21 RIM-116 Rolling Airframe Missile  (RAM). Während das Phalanx-Geschütz anfliegende Raketen mit einer großen Zahl von Projektilen abzuschießen versucht, ist die RIM-116 ein raketenbasiertes Verteidigungssystem. Zu Beginn bestand die Bewaffnung nur aus den Phalanx, die RAM wurden erst in den 1990er Jahren nachgerüstet.
Zusätzlich besitzt jedes Schiff sechs Maschinengewehre des Typs Browning M2 mit einem Kaliber .50 und zwei Maschinenkanonen des Typs Mk. 38 zur Abwehr von feindlichen Speed- oder Schlauchbooten, besonders, wenn die Schiffe im Hafen liegen.
Während der Planung war außerdem das Mark-71-Leichtgewichtsgeschütz als mögliche offensive Bewaffnung im Gespräch, dies wurde aber wieder verworfen.

### Elektronik
Auf dem Deckshaus steht ein einzelner Mast, auf dem sich die Radaranlagen der Docklandungsschiffe befinden. Als Luftsuchradar ist ein SPS-49 von Raytheon in Betrieb, als Oberflächensuchradar ein SPS-67 von Norden Systems/Northrop Grumman. SPS-64, ebenfalls von Raytheon, ist als Navigationsradar installiert.
Zur elektronischen Kampfführung ist das SLQ-32-Paket an Bord, zur Selbstverteidigung gegen anfliegende Raketen können die Schiffe das System Mark 36 SRBOC einsetzten, zum Ablenken von Torpedos kann die AN/SLQ-25 Nixie nachgeschleppt werden. Anfliegende Helikopter werden mittels eines Tactical Air Navigation (TACAN) des Typs URN-25 geführt.

## Einsatzprofil
Die Docklandungsschiffe der Whidbey-Island-Klasse werden im Rahmen von Expeditionary Strike Groups eingesetzt. Diese gruppieren sich um ein amphibisches Angriffsschiff entweder der America- oder Wasp-Klasse, als Eskorte wird außerdem ein Mix aus drei Zerstörern und Kreuzern und ein Atom-U-Boot eingesetzt. Die Docklandungsschiffe dienen in diesen Gruppen als Lastschiffe. Sie transportieren bis zu 500 Marines und deren persönliches Equipment, teilweise auch schweres Gerät. Diese werden mit Landungsbooten und/oder Helikoptern angelandet.